# Acritochaete
Acritochaete – rodzaj roślin z rodziny wiechlinowatych (Poaceae). Jest to monotypowy, obejmujący tylko gatunek Acritochaete volkensii Pilg. Występuje on w górach równikowej Afryki.